# Xavier Leherpeur
 (février 2023).
Xavier Leherpeur, né en 1966 à Paris, est un journaliste et critique de cinéma français.

## Biographie
Xavier Leherpeur naît à Paris en 1966 d'un père architecte et d'une mère au foyer. Il a fait des études de médecine avant de s'orienter vers le journalisme et la critique cinématographique. Principalement actif au sein de l'équipe du magazine Ciné Live depuis sa création, en 1997, il collabore aussi à la rubrique culturelle du magazine Têtu. L'un de ses domaines de prédilection est le cinéma asiatique. Il intègre la rédaction de La Septième Obsession, bimestriel de cinéma (premier numéro en kiosque depuis le 10 octobre 2015), en septembre 2015.
Collaborateur durant de nombreuses années au Nouvel Observateur où il travaille avec Jérôme Garcin, Xavier Leherpeur participe régulièrement à la tribune « Cinéma » de l'émission Le Masque et la Plume animée par ce dernier sur France Inter. À la rentrée 2019, France Inter lui confie la conception et la présentation de l'émission hebdomadaire Une heure en séries, créée sur le modèle et l'esprit du Masque et la Plume, qui est consacrée à l'actualité des séries à la télévision, en vidéo à la demande ou diffusées sur les nouvelles plateformes numériques. L'émission est arrêtée en juin 2022. À partir de la rentrée 2022, il anime la chronique hebdomadaire Leherpeur en séries au sein du 7/9.30 de France Inter, chaque vendredi, où il critique deux séries.
À la télévision, il a été également chroniqueur sur Canal+ dans La Matinale mais aussi sur D8 dans Est-ce que ça marche ?. Il est également présent sur I-Télé dans la matinale de Bruce Toussaint en tant que chroniqueur remplaçant de Marie Colmant. Il couvre aussi chaque année, le Festival de Cannes avec Laurent Weil et Marie Colmant pour le groupe Canal+.
Xavier Leherpeur a été président du Jury Presse, du Festival du grain à démoudre en 2010. Il organise et anime régulièrement des « Cartes blanches » au cinéma Lucernaire à Paris. Il fait aussi partie du jury du Syndicat de la critique de cinéma française qui récompense chaque année les meilleurs films de l'année, et les meilleurs ouvrages consacrés au cinéma.

## Participations audiovisuelles

### En tant que chroniqueur
- 2004-2015 : Le Cercle, Canal+
- 2004-2013 : La Matinale, Canal+
- Depuis 2006 : tribune cinéma du Masque et la Plume, France Inter
- 2013-2016 : Team Toussaint, la matinale info (remplaçant), I-Télé
- 2013-2014 : Le Tube (Les Experts des séries US), Canal+
- 2013-2014 :  Est-ce que ça marche ?, D8
- 2016-2018 : La Matinale info, I-Télé–CNews
- ? - 2019 : Ça balance à Paris, Paris Première
- 2022- : Leherpeur en séries[4], France Inter

### En tant que présentateur
- 2019-2022 : Une heure en séries, sur France Inter[5]